# Encefalomielitis aguda diseminada
La encefalomielitis diseminada aguda (ADEM por sus siglas en inglés, de Acute disseminated encephalomyelitis) o inflamación leucocítica y hemorrágica del sistema nervioso central es una rara enfermedad autoinmune caracterizada por una repentina y generalizada  inflamación del cerebro y la médula espinal. Además de provocar la inflamación del cerebro y la médula espinal, también ataca los nervios del sistema nervioso central y daña su aislamiento de mielina, lo que, como resultado, destruye la materia blanca. A menudo se desencadena por una infección viral o (muy raramente) por vacunas específicas no rutinarias.
Ocurre habitualmente en personas sanas, con edades que oscilan entre los 30 y 40 años. En ocasiones, presenta como pródromo una infección respiratoria. La evolución es fulminante, y sin tratamiento, el paciente entra en coma y muere en pocos días.
Los síntomas se parecen a los de la esclerosis múltiple, por lo que la enfermedad en sí misma se clasifica dentro de las enfermedades limítrofes con la esclerosis múltiple. Sin embargo, tiene varias características que la distinguen de la EM. A diferencia de la EM, se presenta generalmente en niños y se caracteriza por una fiebre rápida, aunque los adolescentes y los adultos también pueden contraer la enfermedad. La enfermedad consiste en un solo brote, mientras que la EM se caracteriza por varios brotes (o recaídas), durante un largo período de tiempo. También se distingue por una pérdida de conciencia, coma y muerte, lo cual es muy raro en la EM, excepto en casos severos.
Afecta aproximadamente a 8 por cada 1.000.000 de personas por año. Aunque ocurre en todas las edades, la mayoría de los casos reportados son en niños y adolescentes, con una edad promedio alrededor de los 5 a 8 años. La enfermedad afecta a hombres y mujeres casi por igual. Muestra una variación estacional con una mayor incidencia en los meses de invierno y primavera, lo que puede coincidir con un aumento de las infecciones virales durante estos meses. La tasa de mortalidad puede llegar al 5%; sin embargo, la recuperación completa se alcanza en el 50 al 75% de los casos con un incremento en las tasas de supervivencia de hasta el 70 al 90%, con cifras que incluyen también una discapacidad residual menor. El tiempo promedio para recuperarse es de uno a seis meses.
La leucoencefalitis hemorrágica aguda produce múltiples lesiones inflamatorias en el cerebro y la médula espinal, particularmente en la materia blanca. Normalmente se encuentran en la materia blanca subcortical y central y en la unión gris-blanca cortical de ambos hemisferios cerebrales, cerebelo, tronco cerebral y médula espinal, pero la materia blanca periventricular y la materia gris de la corteza, el tálamo y los ganglios basales también pueden estar implicados.
Cuando una persona tiene más de un episodio desmielinizante de leucoencefalitis hemorrágica aguda, la enfermedad se denomina encefalomielitis diseminada recurrente o encefalomielitis diseminada multifásica. También se ha descrito un curso fulminante en adultos.

## Signos y síntomas
Tiene un inicio abrupto y un curso monofásico. Los síntomas suelen comenzar de 1 a 3 semanas después de la infección. Los principales síntomas incluyen fiebre, dolor de cabeza, náuseas y vómitos, confusión, problemas de visión, somnolencia, convulsiones y coma. Aunque inicialmente los síntomas suelen ser leves, empeoran rápidamente en el transcurso de horas o días, siendo el tiempo medio hasta la máxima gravedad de unos cuatro días y medio. Otros síntomas son la hemiparesia, la paraparesia y la parálisis de los nervios craneales.

## Causas
Desde el descubrimiento de la especificidad de la anti-MOG en el diagnóstico de la esclerosis múltiple se considera que la leucoencefalitis hemorrágica aguda es una de las posibles causas clínicas de la encefalomielitis asociada a anti-MOG.
Sobre cómo aparecen los anticuerpos anti-MOG en el suero del paciente hay varias teorías:
- En aproximadamente dos tercios de las personas puede identificarse un problema antigénico precedente.[14] Algunas infecciones virales que se cree que inducen la enfermedad incluyen el virus de la influenza, dengue,[24] enterovirus, sarampión,[25] paperas, rubéola, varicela zóster, a virus de Epstein-Barr, citomegalovirus, virus del herpes simple, hepatitis A, y coxsackievirus; mientras que las infecciones bacterianas incluyen Mycoplasma pneumoniae, Borrelia burgdorferi, Leptospira, y estreptococos beta-hemolíticos.[26]

- Exposición a las vacunas: La única vacuna que se ha probado que está relacionada con la enfermedad es la forma Semple de la vacuna contra la rabia, pero las vacunas contra la hepatitis B, la tos ferina, la difteria, el sarampión, las paperas, la rubéola, el neumococo, la varicela, la influenza, la encefalitis japonesa y la poliomielitis también han estado relacionadas. La mayoría de los estudios que correlacionan la vacunación con el inicio de la enfermedad utilizan muestras pequeñas o estudios de algunos casos.[cita requerida]Los estudios epidemiológicos a gran escala (por ejemplo, de la vacuna SPR o de la vacuna contra la viruela) no muestran un aumento del riesgo de leucoencefalitis hemorrágica aguda después de la vacunación.[9][27][28][29][20][30][31][32][33][34][35]

- En casos raros, la enfermedad parece ser consecuencia de un trasplante de órganos.[20] El límite superior del riesgo de leucoencefalitis hemorrágica aguda por la vacunación contra el sarampión, si existe, puede estimarse en 10 por millón,[36] que es mucho menor que el riesgo de desarrollar la enfermedad por una infección real de sarampión, que es aproximadamente 1 por cada 1.000 casos. Para una infección de rubéola, el riesgo es de 1 por cada 5.000 casos.[30][37] Algunas de las primeras vacunas, que más tarde se demostró que estaban contaminadas con tejido del SNC del animal huésped, llegaron a tener tasas de incidentes de leucoencefalitis hemorrágica aguda de 1 por cada 600.[27]

## Diagnóstico
El término ADEM ha sido utilizado de manera inconsistente en diferentes momentos. Actualmente, la norma internacional comúnmente aceptada para la definición de caso clínico es la publicada por el Grupo Internacional de Estudio de la EM Pediátrica, revisión de 2007.
Dado que la definición es clínica, actualmente se desconoce si todos los casos con ADEM son positivos para autoanticuerpos anti-MOG, pero en cualquier caso parece muy relacionado con el diagnóstico de ADEM.

## Tratamiento
No se han realizado ensayos clínicos controlados sobre el tratamiento de la enfermedad, pero el tratamiento estándar es el dirigido a reducir rápidamente la inflamación del SNC. El tratamiento de primera línea ampliamente aceptado es la administración de altas dosis de corticoesteroides intravenosos, como metilprednisolona o dexametasona, seguidas de 3 a 6 semanas de dosis orales de prednisolona gradualmente más bajas. Los pacientes tratados con metilprednisolona han mostrado mejores resultados que los tratados con dexametasona. Las disminuciones orales de menos de tres semanas de duración muestran una mayor probabilidad de recaída, y tienden a mostrar resultados más pobres.[cita requerida] Se ha informado de que otras terapias antiinflamatorias e inmunosupresoras muestran efectos beneficiosos, como la plasmaféresis, altas dosis de inmunoglobulina intravenosa (IVIg), mitoxantrona y ciclofosfamida. Estas terapias se consideran terapias alternativas, utilizadas cuando los corticoesteroides no pueden utilizarse o no son efectivas. 
Hay algunas pruebas que sugieren que los pacientes pueden responder a una combinación de metilprednisolona e inmunoglobulinas si no responden a ninguna de las dos por separado. En un estudio de 16 niños con ADEM, 10 se recuperaron completamente después de una alta dosis de metilprednisolona, un caso grave que no respondió a los esteroides se recuperó completamente después de la terapia con inmunoglobulina intravenosa; los cinco casos más graves -con ADAM y neuropatía periférica grave- fueron tratados con metilprednisolona e inmunoglobulina en dosis altas combinadas, dos permanecieron parapléjicos, uno tenía discapacidades motoras y cognitivas, y dos se recuperaron. Una revisión reciente del tratamiento con inmunoglobulina intravenosa del ADEM (del cual el estudio anterior constituía el grueso de los casos) encontró que el 70% de los niños mostraron una recuperación completa después del tratamiento con IVIg, o IVIg más corticoides. Un estudio del tratamiento con IVIg en adultos con ADEM demostró que la IVIg parece más eficaz para tratar las alteraciones sensoriales y motoras, mientras que los esteroides parecen ser más eficaces para tratar las alteraciones de la cognición, la conciencia y el rigor. Este mismo estudio encontró un sujeto, un hombre de 71 años que no había respondido a los esteroides, que respondió a un tratamiento con IVIg 58 días después de la aparición de la enfermedad. 

## Pronóstico
La recuperación completa se observa en un 50 a 70% de los casos, con una recuperación de entre el 70 y el 90% con alguna discapacidad residual menor, el tiempo promedio para recuperarse es de uno a seis meses.[15] La tasa de mortalidad puede llegar al 5-10%. Los resultados más deficientes están relacionados con la falta de respuesta al tratamiento con esteroides, síntomas neurológicos inusualmente severos o el inicio repentino. Los niños tienden a tener resultados más favorables que los adultos, y los casos que se presentan sin fiebre tienden a tener resultados más deficientes. Este último efecto puede deberse ya sea a los efectos protectores de la fiebre o a que el diagnóstico y el tratamiento se buscan más rápidamente cuando hay fiebre.
La ADEM puede evolucionar hacia la escrerosis múltiple. Se considerará EM si algunas lesiones aparecen en diferentes momentos y áreas del cerebro

## Déficits motores
Se estima que los déficits motores residuales permanecen en alrededor del 8 al 30% de los casos, el rango de severidad va desde torpeza leve hasta ataxia y hemiparesia.

## Neurocognición
Los pacientes con enfermedades desmielinizantes, como la EM, han mostrado déficits cognitivos incluso cuando existe una mínima discapacidad física. Las investigaciones sugieren que se observan efectos similares después de la ADEM, pero que los déficits son menos severos que los observados en la EM. Un estudio de seis niños con ADEM (edad promedio de presentación 7.7 años) fue probado en un conjunto de pruebas neurocognitivas después de ya llevasen un promedio de 3.5 años de recuperación.  Los seis niños quedaron dentro del rango normal en la mayoría de las pruebas, incluyendo el coeficiente intelectual verbal y el coeficiente intelectual para el trabajo, pero quedaron por debajo de lo normal para su edad en al menos una prueba, la de atención compleja (un niño), la de memoria a corto plazo (un niño) y en la de interiorización de la conducta/efecto (dos niños). Los promedios grupales para cada prueba estuvieron todos dentro de la media para su edad, demostrando que, como grupo, eran normales. Estos déficits fueron menos severos que los observados en niños de edades similares con un diagnóstico de EM.
Otro estudio comparó diecinueve niños con antecedentes de ADEM, de los cuales diez tenían cinco años de edad o menos en ese momento (edad promedio de 3,8 años, examinados de nuevo un promedio de 3,9 años más tarde) y nueve eran mayores (edad promedio de 7,7 años en el momento de ADEM, examinados de nuevo un promedio de 2,2 años más tarde) con diecinueve pruebas. Las puntuaciones en las pruebas de CI y los logros educativos fueron menores para el grupo ADEM que había tenido la enfermedad más pronto (promedio de CI 90) en comparación con los grupos de inicio tardío (promedio de CI 100) y los grupos de control (promedio de CI 106), mientras que los niños ADEM de inicio tardío obtuvieron menores puntuaciones en la velocidad de procesamiento verbal. Una vez más, las medias de todos los grupos se encontraban dentro de la media de las pruebas, lo que significa que mientras que los efectos eran estadísticamente fiables, los niños estaban en su conjunto, todavía dentro del rango normal. También hubo más problemas de comportamiento en el grupo de inicio temprano, aunque hay algunos indicios de que esto puede deberse, al menos en parte, al estrés de la hospitalización a una edad temprana.

## Investigación
La relación entre el ADEM y la encefalomielitis asociada al anti-MOG se está investigando actualmente. Se ha propuesto una nueva entidad llamada MOGDEM.
En cuanto a los modelos animales, el principal modelo animal para la EM, la encefalomielitis autoinmune experimental (EAE) es también un modelo animal para la ADEM. Al ser una enfermedad monofásica aguda, la EAE es mucho más parecida a la ADEM que a la EM.